# Junibacken
Junibacken is een kindermuseum dat opgericht werd door Staffan Götestam. Het is gelegen op het eiland Djurgården in het centrum van Stockholm in Zweden.

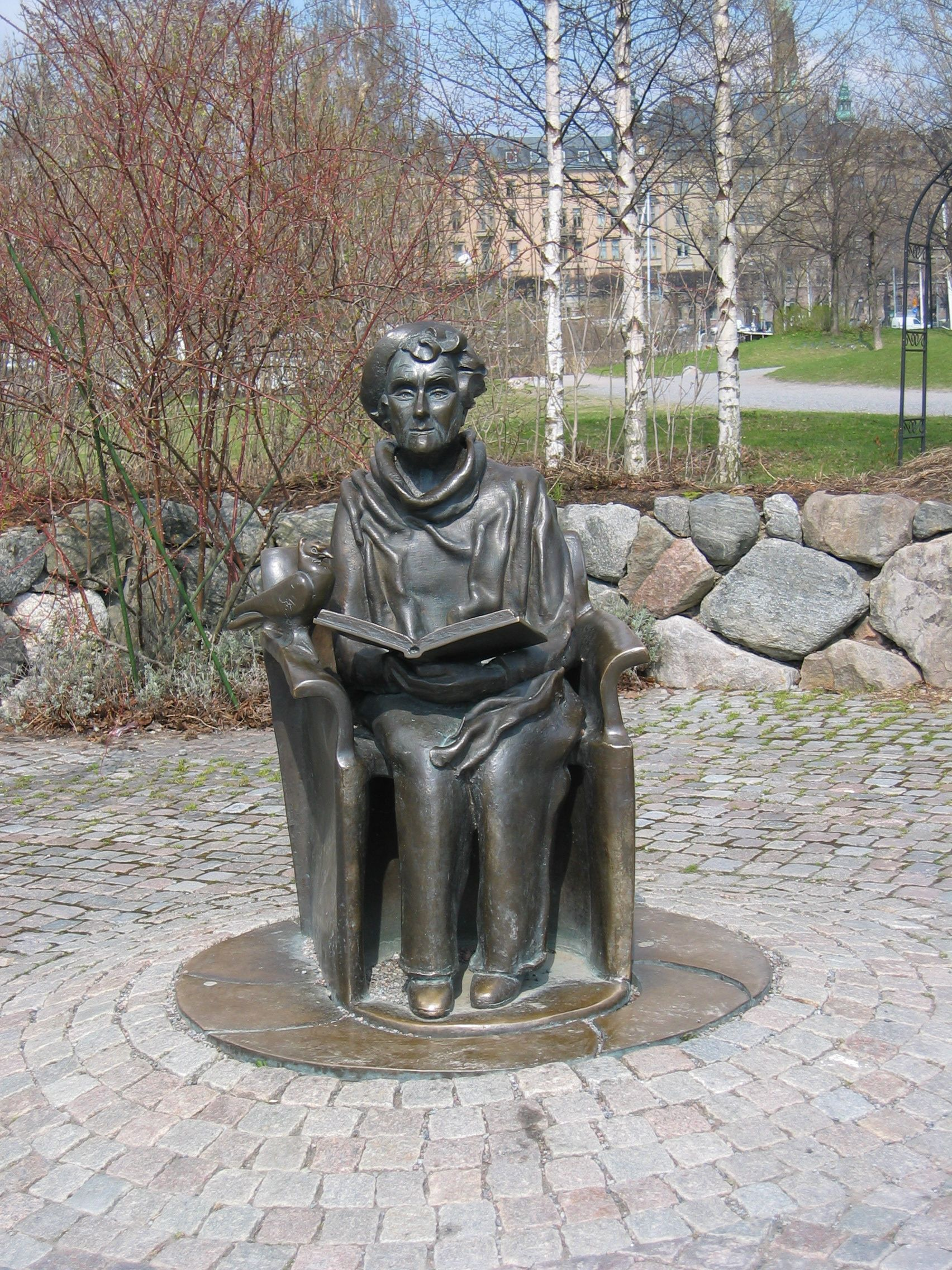
Standbeeld Astrid Lindgren

Het museum werd officieel geopend door de Zweedse Koninklijke familie op 8 juni 1996. Het museum behoort tot de vijf meest bezochte toeristische attracties van Stockholm en is gewijd aan de Zweedse jeugdliteratuur, en vooral aan de Zweedse schrijfster Astrid Lindgren. Het museum is dan ook genoemd naar een plaats uit een van haar boeken. Buiten het gebouw staat een bronzen standbeeld van Lindgren. De inrichting en afbeeldingen voor het interieur werden gemaakt door de Zweeds-Nederlandse kunstenaar Marit Törnqvist, die eerder illustraties maakte voor Lindgrens boeken. Het museum bevat de grootste kinderboekhandel van Zweden en een plein met diverse huisjes, elk ervan gewijd aan andere Zweedse jeugdboekenschrijvers zoals Elsa Beskow en Sven Nordqvist. Het museum bevat ook een theater, restaurant en een tijdelijke expositieruimte, meestal gewijd aan een Zweeds auteur of boekpersonage. Vanaf het station kunnen bezoekers een thematische treinrit maken door de wereld uit de boeken van Astrid Lindgren, zoals Ronja de roversdochter, Emil van de Hazelhoeve en De gebroeders Leeuwenhart. De treinrit eindigt bij Villa Kakelbont, het huis van Pippi Langkous, het bekendste personage van Lindgren.